# Marianne Muellerleile
Marianne Muellerleile née le 26 novembre 1948 à Saint-Louis, Missouri est une actrice américaine.

## Biographie
Muellerleile est née à Saint-Louis (Missouri). Elle est la fille de Margaret (née Keany) et Cecil E. Muellerleile, cadre d'une compagnie pétrolière.
Elle a notamment joué le rôle de Sophie, une serveuse dans le film Droit au cœur, réalisé par Bonnie Hunt. Elle apparaît dans une autre réalisation de Hunt, Life with Bonnie (en), tenant le rôle de Gloria, une ménagère. 
Elle tient le rôle de Norma Bates (en) dans le soap opera Passions.
Dans le film Terminator (1984), elle joue le rôle de l'une des homonymes de Sarah Connor. La même année, elle apparaît également dans Les Tronches.
Elle épouse Joseph T. Norris, Jr. le 7 mai 1988.

## Filmographie
- 1994 : Clifford de Paul Flaherty